# Brigade antimafia
Série Nico Giraldi
Nico l'arnaqueur
(1977) Brigade antigang
(1979)
Pour plus de détails, voir Fiche technique et Distribution.
Brigade antimafia (Squadra antimafia) est un poliziottesco humoristique italien réalisé par Bruno Corbucci et sorti en 1978,. C'est le quatrième film mettant en scène l'inspecteur Nico Giraldi joué par Tomas Milian.

## Synopsis
Envoyé à New York City sous couverture,  Nico Giraldi se fait passer pour un flic ripoux pour arrêter Don Girolamo Giarra évadé d'une prison italienne...

## Fiche technique
Sauf indication contraire, les informations mentionnées dans cette section peuvent être confirmées par la base de données cinématographiques IMDb,  présente dans la section « Liens externes ».
- Titre original : Squadra antimafia[3],[4]
- Titre français : Brigade antimafia ou Brigade anti-mafia[5]
- Réalisation : Bruno Corbucci
- Scénario : Mario Amendola, Bruno Corbucci
- Photographie : Marcello Masciocchi
- Montage : Daniele Alabiso (it)
- Décors : Claudio Cinini (it)
- Costumes : Alessandra Cardini (it)
- Musique : Goblin
- Production : Galliano Juso (it)
- Sociétés de production : Cinemaster
- Pays de production :  Italie
- Langue originale : italien
- Format : couleur (Telecolor) - 1,85:1 - 35 mm - son mono
- Durée : 100 minutes (1 h 40)[4]
- Genre : poliziottesco, comédie policière
- Dates de sortie :
  - Italie : 12 octobre 1978
  - France : 1980[5]
  - Allemagne de l'Ouest : 22 janvier 1982

## Distribution
- Tomas Milian : Nico Giraldi
- Enzo Cannavale : Salvatore Esposito
- Bombolo : Venticello
- Eli Wallach : Don Girolamo Giarra
- Margherita Fumero : Maria Sole Giarra
- Roberto Messina : Commissaire Tozzi
- Massimo Vanni : Brigadier Gargiulo
- John P. Dulaney : Ballarin
- Enzo Pulcrano : Masino
- Francesco Anniballi : Madison
- Giuliano Sestili: Le voleur blond, ami de Venticello et de Madison
- Tomas Milian Jr. : Francesco
- Ennio Antonelli : Le parieur
- Simone Santo : Un coiffeur
- Vittorio Ripamonti : Le prêtre en prison
- Tom Felleghy : Le directeur de la prison
- Pietro Vivaldi : Un coiffeur